# Fahne und Wappen des Kantons Tessin
Das Wappen und die Fahne des Schweizer Kantons Tessin stellt die Farben Rot (heraldisch rechts) und Blau (heraldisch links) dar, die im Schild vertikal erscheinen.
Am 23. Mai 1803 setzte der Tessiner Grosse Rat eine Kommission ein mit dem Auftrag, dem Kanton eigene Farben zu geben, und legte sie mit Dekret vom 26. Mai 1803 fest: «Die Farben des Kantons Tessin sind Rot und Blau». Da die Anordnung der beiden Farben im Wappen und in den Fahnen nicht einheitlich gehandhabt wurde, erliess der Grosse Rat am 20. September 1922 ein Dekret betreffend «Farben und Siegel des Kantons», das sehr unklar abgefasst war und aus diesem Grund nicht einheitlich gehandhabt wurde. Der Staatsrat fasste deshalb am 6. Oktober 1930 einen Beschluss, in dem alle Tessiner Fahnen der quadratischen, längsrechteckigen Form, sowie der Armbinde bestimmt wurden.
Das Wappen des Kantons Tessins ist identisch mit dem Wappen der Gemeinde Gersau, die es schon seit dem 17. Jahrhundert benutzt.

## Blasonierung
Die Blasonierung des Wappens des Kantons Tessin lautet: Gespalten von Rot und von Blau.
Das Wappen ist eigentlich heraldisch falsch, da es mit den zwei aufeinandertreffenden Farben gegen die heraldische Farbregel verstösst.